# Substantiv
În gramatică, substantivul este o parte de vorbire, adică o clasă lexico-gramaticală deschisă de cuvinte, a cărei definiție diferă de la un tip de gramatică la altul și de la gramatica unei limbi la alta. În mod general, se caracterizează semantic prin faptul că denumește clase de obiecte sau indivizi, obiecte sau indivizi unici, materii, locuri, fenomene, unități de măsură, acțiuni, rezultatul unor acțiuni, însușiri, relații, sentimente.
Din punct de vedere morfologic, substantivul poate sau nu exprima anumite categorii gramaticale, în funcție de tipul de limbă și de limba dată, pe fiecare într-o măsură mai mică sau mai mare, tot în funcție de limba dată, precum caracterul animat sau inanimat, genul, numărul și cazul. Există limbi în care substantivul este invariabil, deci nu exprimă nicio categorie gramaticală prin forma sa. Astfel sunt limbile izolante, de exemplu limba chineză clasică sau limba vietnameză. În alte limbi, cele flexionare, ca româna, sau cele aglutinante, ca maghiara, categoriile gramaticale sunt exprimate prin afixe. În limbi flexionare precum BCMS, substantivul exprimă astfel trei genuri (masculin, feminin și neutru), două numere (singular și plural) și șapte cazuri (nominativ, genitiv, dativ, acuzativ, vocativ, instrumental și locativ). În altă limbă flexionară, franceza, exprimă două genuri (masculin și feminin), două numere și niciun caz. În maghiară exprimă tot două numere, nu exprimă genul gramatical, dar marchează optsprezece cazuri.
Din punct de vedere sintactic este tipic pentru substantiv să poată îndeplini funcția de subiect al propoziției, să fie nume predicativ, să aibă ca determinant un atribut și să servească drept atribut sau drept complement al unui verb. Aceste două funcții din urmă le îndeplinește, în funcție de limbă, cu ajutorul anumitor forme cazuale sau/și al unor prepoziții (de exemplu în română sau în BCMS), prin forme cazuale sau/și postpoziții (ex. în maghiară). Tot în funcție de limbă, dar și de natura substantivului și de construcția în care se află, substantivul poate sau nu avea anumiți determinanți abstracți. De pildă, poate fi determinat hotărât sau nehotărât prin articol în română, franceză, engleză sau maghiară, dar nu și în BCMS; numele de materii pot fi articulate cu un articol special, cel partitiv, în franceză, dar sunt nearticulate în maghiară; numele predicativ exprimând profesia, fără atribut, este articulat cu articol nehotărât în engleză, dar este nearticulat în română, franceză sau maghiară.

## Clasificări
Substantivele pot fi clasificate din mai multe puncte de vedere, în funcție de limbă.

### După forma internă și proveniență
Din acest punct de vedere, în primul rând există substantive bază, formate dintr-un radical substantival însoțit eventual de afixe flexionare. Aceste substantive pot fi moștenite, în română din limba latină (ex. cap, casă, frate) sau presupuse a proveni din substratul tracic (ex. buză, mânz, sâmbure), ori împrumutate, ex. muncă (din limba slavă veche), gând (din maghiară), basma (din turcă), hârtie (din neogreacă), grădină (din limbi slave de sud), borș (din limbi slave de nord și de est), cartof, (din germană), balon (din franceză).
În al doilea rând, pe terenul propriu al limbii se formează substantive. Unele se constituie prin derivare cu sufixe, mai rar cu prefixe (în exemple, cu litere aldine):
- din alte substantive: iepuraș, lupoaică, nucet, tristețe, țărănime, străbun etc.[15];
- din verbe: plecăciune, biruință, cititor, sucitor etc.[1]

Altele sunt rezultatul derivării regresive:
- din alte substantive: alună → alun, nucă → nuc, smochină → smochin etc.[15];
- din verbe: dezgheța → dezgheț, învăța → învăț, plăcea → plac[1].

Compunerea furnizează de asemenea substantive, ex. bunăvoință, Câmpulung, miazăzi, Bolintinul din Vale, floarea-soarelui.
Substantive mai apar și prin conversiune din cuvinte alte părți de vorbire, care astfel preiau trăsături ale substantivelor propriu-zise, de pildă, într-o limbă ca româna, se articulează: leneșul (din adjectiv, parte de propoziție care se substantivează cel mai frecvent), treiul (din numeral), sinea (din pronume), aproapele (din adverb), oful (din interjecție) etc.
Substantive provin prin conversiune și din verbe, mai ales din formele modale nepersonale ale acestora:
- În română, conversiunea are loc din forma de supin (ex. mieunatul) sau din cea de infinitiv lung, ex. plecare[1].
- În franceză devine uneori substantiv forma unică de infinitiv, ex. le déjeuner „prânzul”, le dîner „cina”, le souper „supeul”, le manger „mâncarea”[16].
- În engleză este frecventă folosirea ca substantiv a formei de participiu prezent a verbului (ex. the singing „cântatul”[6]) sau a formei sale de bază, ex. to slap „a pălmui” → a slap „o palmă”[17].
- În maghiară, formele verbale care pot deveni substantive sunt participiul prezent (ex. alkotó „creator”), cel trecut (vádlott „acuzat”) sau cel viitor (jövendő „viitor”)[18], precum, mai rar, forma de indicativ prezent, persoana a II-a singular: félsz „te temi” → substantiv: „temere”[19].

Se comportă sintactic ca substantivele și grupurile de cuvinte neanalizabile numite locuțiuni substantivale, ex. aducere-aminte „amintire”, băgare de seamă „atenție”, bătaie de joc „batjocură”, părere de rău „regret”, ținere de minte „memorie”, nod în papură „cusur”.

### După criteriul flexionar
În limbile flexionare cu declinare sunt stabilite clase și subclase de flexiune numite declinări, caracterizate prin desinențele pe care le au în comun substantivele din aceeași (sub)clasă. În română, de exemplu, după Avram 1997, sunt trei declinări.

### După trăsăturile semantice
Din acest punct de vedere există mai multe clase de substantive, caracterizate și prin anumite trăsături gramaticale, clase stabilite inclusiv în funcție de limbă.

#### Substantive comune și proprii
Substantivele comune se opun celor proprii. Primele denumesc clase de obiecte sau de indivizi, materii, clase de locuri, fenomene, acțiuni, rezultatul unor acțiuni, însușiri, relații, sentimente, ex. pod, frate, animal, copac, nor. Cele din urmă sunt nume de indivizi unici, de locuri unice, ex. Andrei, Florescu, Grivei, Caransebeș, România, Dunărea, Bucegi.

#### Substantive individuale și colective
Alte două clase de substantive opuse ca sens sunt cele individuale, care, la singular, denumesc o singură entitate (ex. bujor, dimineață, fiu, uragan) vs. cele colective. Acestea denumesc la singular mai multe entități identice considerate un întreg. Unele sunt substantive bază (ex. grupă, turmă), dar majoritatea sunt derivate cu afixe specifice: brădet,  pietriș, studențime, porumbiște.

#### Substantive concrete și abstracte
Substantivele se mai împart și în concrete și abstracte. Primele au un conținut reprezentabil în planul senzorial, denumind obiecte, indivizi, materii, fenomene (arbore, bondar, masă, pământ, trăsnet etc.). Cele din urmă au un conținut nereprezentabil în planul senzorial, desemnând însușiri, relații, sentimente, rezultatul unor acțiuni, etc. În unele limbi, ca româna, majoritatea lor sunt formate cu afixe specifice adăugate la baze verbale (ex. vânzare, făgăduială, biruință), adjectivale (ex. fierbințeală, cruzime, măreție, răutate), mai rar, substantivale, ex. feciorie.

#### Substantive nume de animate și de inanimate
Altă distincție pe care o fac substantivele este între categoriile „animat” și „inanimat”, în primul rând prin însuși sensul lor lexical. În general sunt tratate ca animate substantivele care denumesc persoanele și animalele. Substantive inanimate sunt în general numele de obiecte naturale sau artificiale, de materii, de locuri, precum și cele de fenomene și de noțiuni abstracte, dar și cele de plante și de animale cu o complexitate relativ mică .
Există limbi indiferente la categoria animatului și altele având o mare sensibilitate față de distincțiile animatului: însuflețit / neînsuflețit, uman / animal, uman propriu / uman comun, nume de rudenie, animal mare / animal mic etc. Aceste distincții se fac prin morfeme precum afixe sau cuvinte aparte. De pildă, în unele limbi din Africa, precum limbile bantu, se disting prin afixe specifice până la douăzeci de clase de animate și inanimate. În limbi din Asia de Est, de exemplu chineza, există cuvinte numite „clasificatori numerici”, care asociază obligatoriu numeralul cu substantivul. Acești clasificatori pot fi cuvinte diferite după cum substantivul denumește o persoană, un obiect plat, un obiect rotund, o materie comestibilă etc. Bunăoară „trei oameni” se spune în chineză san ge ren, literal „trei bucată om”, clasificatorul fiind ge. În limbi europene, corespunzătoare ale unor asemenea cuvinte sunt substantivele folosite în mod specific pentru exprimarea cantităților în funcție de ceea ce denumește substantivul a cărui cantitate se exprimă, ex. ro  două fleici de porc, două triunghiuri de brânză topită, en  five head of cattle „cinci capete de vite”.

#### Clase de substantive după gen
În limbi ca cele indoeuropene, printre animate și inanimate sunt marcate gramatical numai genurile gramaticale, cel neutru fiind specific pentru inanimate, în limbile care posedă acest gen. În română această marcare este relativ puțin riguroasă, în primul rând prin acordul determinanților cu substantivele neutre, la masculin când sunt la singular și la feminin când sunt la plural. O marcă formală specifică a neutrului este numai desinența de plural -uri a unor substantive, moștenită din terminația latinească -ora (ex. lucruri, pixuri). Spre deosebire de română, în limbi slave precum BCMS, genul neutru se distinge de regulă clar, în primul rând prin două desinențe de nominativ singular, ex. selo „sat”, polje „câmp”.
Alte limbi care posedă categoria genului gramatical disting numai masculinul și femininul. În privința acestora, animatele se împart în două subclase. Una este cea a substantivelor epicene, care au o singură formă pentru ambele genuri (sau numai cea de masculin, sau numai cea de feminin), precum cuc, veveriță etc. Cealaltă este cea a substantivelor mobile, care se disting sexele prin derivare, în limbi ca româna cu sufixe numite „moționale”, a formei de feminin de la cea de masculin (ex. lupoaică, porumbiță), sau a formei de masculin de la cea de feminin: vulpoi, curcan etc.
În afară de aceasta, în aceste limbi, unele sufixe marchează și genul unor substantive inanimate derivate:
ro  masculine: făget, stejăriș;
feminine: singurătate, plictiseală, cutezanță, istețime, porumbiște;
fr  masculine: pourcentage „procentaj”, drapeau „drapel”;
feminine: chênaie „stejăriș”, bousculade „busculadă”, trouvaille „găselniță”;
BCMS masculine: početak „început”, događaj „întâmplare, eveniment”;
feminine: izdavanje „publicare, editare”, šetnja „plimbare”;
neutru: sus(j)edstvo „vecinătate”;

#### Substantive după categoria numărului
Referitor la număr, există substantive numărabile (sau discrete), care denumesc obiecte ce pot fi izolate între ele, numărate și grupate, caracterizate prin faptul că pot avea numărul plural (cap, buză, alun etc.). Ele se opun celor nenumărabile, nume de materii (ex. lapte), unele nume abstracte (ex. cinste) și cea mai mare parte a substantivelor proprii, ex. Dunărea. Acestea nu pot avea numărul plural, cu excepția unora, atunci când prezintă o nuanță de sens diferită, ex. bunătate → bunătăți „lucruri de calitate bună”, blană → blănuri „sorturi de blană”.
O clasă aparte o constituie substantivele care au numai formă de plural, printre ele fiind numărabile și nenumărabile, unele care sunt astfel într-o limbă putând avea corespondent cu ambele numere în alta. Exemple:
ro  moaște, zori, icre, tăieței;
fr  les ciseaux „foarfeca”, les obsèques „funeraliile”;
en  scissors „foarfecă”, measles „rujeolă”, the Alps „Alpii”;
hu  javak „bunuri”, gázművek „întreprindere de distribuție a gazelor”;
BCMS naočari „ochelari”, vrata „ușă”, Karpati „Carpații”.
În unele limbi sunt și alte opoziții de număr decât singular vs. plural. De pildă, în limba slovenă se păstrează din slava veche numărul dual. Este exprimat de substantivele care au drept atribut numeralele corespunzătoare lui „doi, două”, „amândoi, amândouă”, prin unele desinențe specifice la mai multe cazuri. Exemplu la nominativ feminin: ena miza „o masă” vs. šest mize „șase mese” vs. dve mizi „două mese”. Există și limbi, de exemplu unele din Pacificul de Sud-Vest, precum limba fijiană, care marchează și numărul trial, opus singularului, dualului și pluralului, cel din urmă însemnând în acest sistem „mai multe obiecte decât trei”.

## Sintaxa substantivului
Substantivul poate îndeplini orice funcție sintactică în propoziție, în unele limbi inclusiv cea de predicat, sau cel puțin să participe la constituirea predicatului.

### Subiect
În calitate de subiect, în limbile fără declinare, subiectul este indicat numai de locul său fix, primul în propoziție, dacă aceasta este neutră, adică subiectul este totodată tema ei din punct de vedere comunicativ și nicio parte a ei nu este scoasă în evidență. În limbile cu declinare suficient de dezvoltată, de exemplu latina, substantivul subiect este marcat printr-o desinență specifică, cea de nominativ. Aceasta poate fi efectivă, diferită de desinențele celelorlalte cazuri, eventual să coincidă cu cea a altui caz sau a altor cazuri, dar nu într-atâta încât să creeze confuzii. Astfel, în latină, propozițiile Lupus est agnum și Agnum est lupus au același sens gramatical, „Lupul mănâncă mielul”, dar în franceză, numai Le loup mange l’agneau are acest sens, nu și L’agneau mange le loup „Mielul mănâncă lupul”. Și în engleză, limbă de asemenea fără declinare, situația este aceeași cu cea din franceză: propoziția Philip sees Caroline „Philip o vede pe Caroline” nu este egală cu Caroline sees Philip „Caroline îl vede pe Philip”. Desinența nominativului poate fi și nulă, și astfel cazul nominativ să se deosebească de celelalte cazuri prin faptul că acestea au desinențe efective. Este cazul în limba maghiară, de exemplu, în care desinența complementului direct este -t: ''Mária szereti az anyját „Mária o iubește pe maică-sa”.

### Nume predicativ și element predicativ suplimentar
Ca nume predicativ, substantivul este una din părțile de vorbire care poate participa la formarea predicatului nominal. În unele limbi poate constitui predicatul nominal și fără verb copulativ. În maghiară, de pildă, verbul corespunzător lui „a fi” trebuie omis obligatoriu în propoziția neutră, când predicatul este la indicativ prezent, persoana a treia: Attila tanár „Attila este profesor”.
În unele gramatici ale limbii române se ia în seamă partea de propoziție numită „element predicativ suplimentar”, care de asemenea poate fi exprimat de substantiv, ex. S-a întors profesoară.

### Complemente
Substantivul poate exprima și orice specie de complement.

#### Complement direct
În limbile fără declinare, ca franceza sau engleza, complementul direct nu este indicat decât de locul său fix în propoziția neutră, în aceste limbi după predicat (vezi mai sus).
În limbi cu declinare dezvoltată, precum maghiara, CD are o desinență specifică: ''Mária szereti az anyját „Mária o iubește pe maică-sa”. În română, unele substantive CD, în anumite situații, sunt cu prepoziția pe (ex. Îl văd pe Ion), altele fără prepoziție: Am citit articolul.
În limbile cu declinare menționate aici, CD este la cazul acuzativ. În BCMS poate fi și la genitiv fără prepoziție, atunci când implică o cantitate nedeterminată, ex. Kupila je cukra „A cumpărat (niște) zahăr”. Însă poate fi și la acuzativ, în acest caz fără desinență specifică, cu același sens, sau atunci când implică determinarea hotărâtă, în aceste limbi neexistând articol hotărât: Kupila je cukar „A cumpărat zahăr(ul)”.

#### Alte complemete
Alte tipuri de complemente (indirect, de agent, circumstanțiale) sunt marcate, în funcție de limbă, de natura substantivului și de construcție, fie numai de desinențe cazuale, fie numai de prepoziții, fie de desinențe împreună cu prepoziții. În română se întâlnesc toate cele trei cazuri:
Scriu părinților – complement indirect (CI) la cazul dativ marcat de desinență;
Scrie pentru copii – CI la cazul acuzativ fără desinență specifică, cu prepoziție;
Luptă împotriva războiului – CI la cazul genitiv marcat de desinență, cu prepoziție.
În BCMS procedeele sunt aceleași:
Bavi se muzikom „Se ocupă de muzică” – CI la cazul intrumental cu desinență specifică;
Ne kupujem na kredit „Nu cumpăr pe credit” – complement circumstanțial de mod la acuzativ fără desinență specifică, cu prepoziție;
Nemojte se svađati na ulici „Nu vă certați pe stradă” – CC de loc la cazul locativ cu desinență specifică și prepoziție.
În maghiară există tot trei situații, dar se folosesc postpoziții în loc de prepoziții:
Géza olvas a kertben „Géza citește în grădină” – CC de loc la cazul inesiv cu desinență specifică;
Három nap múlva jövök haza „Vin acasă peste trei zile”– CC de timp cu desinență nulă (considerat a fi la nominativ), cu postpoziție;
Imrén kivul senki sem volt pontos „În afară de Imre nimeni n-a fost punctual” – CC de excepție la cazul superesiv cu desinență specifică și postpoziție.
În franceză, care nu are declinare, toate complementele, în afara celui direct, se construiesc cu prepoziții: Catherine a été invitée à dîner par Bernard „Catherine a fost invitată la cină de Bernard” – complement de agent.
În egleză, limbă tot fără declinare, situația este asemănătoare cu cea din franceză, doar că CI de atribuire poate fi construit și fără prepoziție, dacă stă înaintea complementului direct: The teacher gave a letter to the girl „Profesorul i-a dat o scrisoare fetei” sau The teacher gave the girl a letter „Profesorul i-a dat fetei o scrisoare”.

### Atribut
Atributul substantival este de asemenea marcat, în funcție de limbă, de natura substantivului și de construcție, fie numai de desinențe cazuale, fie numai de prepoziții, fie de desinențe împreună cu prepoziții.
În română și în BCMS se găsesc toate aceste trei cazuri:
ro  cartea mamei – la genitiv cu desinență efectivă, fără prepoziție;
carte cu poze – la acuzativ fără desinență specifică, cu prepoziție;
mers împotriva vântului – la genitiv cu desinență efectivă și cu prepoziție;
BCMS kuća komšije „casa vecinului” – la genitiv cu desinență specifică, fără prepoziție;
osuđenik na smrt „(un) condamnat la moarte” – la acuzativ fără desinență specifică, cu prepoziție;
haljina s dugim rukavima „rochie cu mâneci lungi” – la instrumental cu desinență specifică și cu prepoziție.
În maghiară există atribut substantival în sensul din gramaticile românești numai pentru exprimarea posesorului, având două construcții sinonime:
- determinant abstract + atributul la nominativ + obiectul posedat prevăzut cu un sufix personal posesiv ce exprimă persoana posesorului, în acest caz a III-a: a fiú könyve „cartea băiatului” (literal „băiatul carte-sa”);
- determinant abstract + atributul la dativ + determinant abstract + obiectul posedat prevăzut cu sufix posesiv: a fiúnak a könyve (lit. „băiatului cartea-sa”).

În franceză, atributul substantival este de cele mai multe ori cu prepoziție (ex. les romans de Zola „romanele lui Zola”), mai rar fără prepoziție: un appareil photo „un aparat de fotografiat”.
În engleză, substantivul cu funcție de atribut este deseori fără prepoziție și plasat înaintea substantivului determinat (ex. security guards „gardieni de securitate”), fiind frecvent și cu prepoziție după determinat, ex. a desire for peace „o dorință de pace”. Exprimarea posesorului are această structură de regulă cu determinant inanimat (ex. the start of the match „începutul meciului”), și cu forma numită posesivă, vestigiu al cazului genitiv, cu determinant persoană, ex. my friend's sister „sora prietenului meu”.

### Apoziție
În limbile cu declinare, apoziția exprimată prin substantiv poate fi, în funcție de limbă, acordat sau neacordat în gen, număr și caz cu substantivul pe lângă care stă.
În română, într-un stadiu mai vechi al limbii, apoziția se acorda în caz (ex. I-am scris Floricăi, surorii mele), dar în limba actuală este de regulă la nominativ: I-am scris Floricăi, sora mea.
În BCMS sunt preponderente cazurile de acord, dar sunt și unele de non-acord:
s doktorom Simićem „cu doctorul Simić” (instrumental), vs. s doktorkom (instrumental) Simić (nominativ) „cu doctorița Simić”;
na reci Dunavu „pe râul Dunărea” (locativ) vs. na reci (locativ) Orinoko (nominativ) „pe râul Orinoco”.
În maghiară, acordul se face aproape totdeauna în număr și caz, în afară de situația când este vorba de un CC care poate fi exprimat prin mai multe cazuri, precum cel de loc:
Zsófi, a lányom „Zsófi, fiica mea” (nominativ);
Lillával, a húgom kislányával mentünk moziba „M-am dus la cinema cu Lilla, fetița surorii mele” (instrumental);
Mária nélkül, a barátnőm nélkül nem megyek sehova, „Fără Mária, prietena mea, nu merg nicăieri” (nominativ cu aceeași postpoziție).
egy másik helyen (superesiv), a mellvéd árnyékában (inesiv) „în alt loc, în umbra parapetului”.
În limbile fără declinare, acordul se face numai în număr:
fr  monsieur Dupont, le professeur „domnul Dupont, profesorul”;
en  John Smith, the butcher „John Smith, măcelarul”.

### Substantivul ca regent
Substantivul poate, la rândul lui, să subordoneze alte cuvinte și, în această calitate, să le impună, în funcție de limbă și de natura subordonatului, anumite trăsături.
În primul rând, substantivul poate avea determinanți abstracți. Printre aceștia, în unele limbi, poate avea articole: hotărât și nehotărât (în limbi ca româna, franceza, engleza sau maghiara), pe lângă acestea, articol partitiv, ex. în franceză. Acestora, substantivul le impune, prin acord, categoriile gramaticale pe care le are în limba dată, adică genul, numărul și cazul (ex. în română), genul și numărul (ex. în franceză), dar nu și în engleză sau în maghiară. Pe de altă parte, articolele nu se analizează sintactic, ci, în această privință, se iau împreună cu substantivul. Exemple:
- articol hotărât: :ro  pomul[69], fr  les tables „mesele”[70], en  the captain „căpitanul”[71], hu  a férfi „bărbatul”[72];
- articol nehotărât: un pom[69], fr  des gants „niște mănuși”, en  a uniform „o uniformă”[71], hu  egy hölgy „o doamnă”[72];
- articol partitiv: fr  du courage „curaj”[73].

Alte limbi, ca majoritatea celor slave, nu au articole.
Alți determinanți abstracți, adjective pronominale, se pot analiza sintactic ca atribute adjectivale și se acordă sau nu, în funcție de limbă, în categoriile gramaticale pe care le are substantivul în limba dată. Același lucru este valabil și pentru atributele exprimate prin adjective calificative și relaționale. Exemple:
ro  făina aceasta – adjectiv demonstrativ acordat;
fr  les quatre points cardinaux „cele patru puncte cardinale” – numeral cardinal neacordat;
BCMS četvrto poglavlje „capitolul al patrulea” – numeral ordinal acordat;
en  my bag „geanta mea” – adjectiv posesiv neacordat;
en  every photo „fiecare fotografie” – adjectiv nehotărât neacordat;
ro  fată frumoasă – adjectiv calificativ acordat;
hu  ügyes gyerek „copil isteț” – adjectiv calificativ neacordat;
BCMS gradski saobraćaj „trafic urban” – adjectiv relațional acordat.
Substantivele provenite din verbe pot avea atribute substantivale sau pronominale corespunzătoare subiectului sau complementelor verbelor corespunzătoare, deci care exprimă agentul (ex. pregătirea de către elevi...), pacientul și ținta (ex. trimiterea fondurilor la primării), experimentatorul (ex. plăcerea/durerea/temerea lui Ion) sau circumstanța, ex. plecarea noaptea la Iași, pregătirea cu grijă. De asemenea, astfel de substantive păstrează pentru atribut restricții, în funcție de limbă, cazuale, prepoziționale, postpoziționale sau conjuncționale, ale verbelor din care provin, ex. temerea de..., predispunerea la..., insistența asupra + genitiv / insistența pe + acuzativ..., credința că..., întrebarea dacă...
Există și atribute verbale și adverbiale folosite, în funcție de limbă, cu sau fără prepoziții sau postpoziții:
ro  casă de locuit (atribut verbal la modul supin, cu prepoziție);
fr  la joie de vivre (atribut verbal la infinitiv, cu prepoziție) „bucuria de a trăi”;
en  cooking oil (atribut verbal la participiu prezent, fără prepoziție) „ulei de gătit”;
hu  megtanulandó vers (atribut verbal la participiu viitor, fără postpoziție) „poezie de învățat”;
ro  ziarul de ieri (atribut adverbial cu prepoziție);
BCMS fioka gore levo (atribut adverbial fără prepoziție) „sertarul din stânga sus”.
Substantivul poate avea și apoziție (vezi detalii mai sus).
Substantivul poate subordona, la nivelul frazei, o propoziție atributivă, ex. Scrisoarea pe care am primit-o m-a alarmat.
În gramaticile limbii române care iau în seamă elementul predicativ suplimentar (EPS), se consideră că acesta este subordonat nu numai predicatului, ci în același timp și altei părți de propoziție. Când aceasta este exprimată prin substantiv, EPS exprimat prin adjectiv se acordă cu el, ex. Cartea a trecut neobservată.
În limbile menționate aici, cu excepția englezei, ca subiect, substantivul își impune categoriile gramaticale prin acord și numelui predicativ exprimat prin adjectiv:
ro  Ghetele sunt lustruite;
fr  À l’automne, les feuilles des arbres deviennent rousses „Toamna, frunzele copacilor devin roșcate”;
hu  A fiúk magasak „Băieții sunt înalți”;
BCMS Vesko je oprezan „Vesko este prudent”.

## Substantivul fără funcție sintactică
Substantivul face parte din propoziție, dar nu are funcție sintactică în aceasta când servește la adresarea directă către entitatea pe care o denumește, un animat sau un inanimat tratat stilistic ca animat. În unele limbi cu declinare există un caz special pentru aceasta, vocativul.
În limbile fără declinare, substantivul are în această situație aceeași formă, fără prepoziție, ca atunci când are funcție sintactică.
În franceză poate apărea în mai multe feluri:
- singur: Pierre, viens! „Pierre, vino!”[87];
- cu adjectiv posesiv de persoana I singular: mon cher monsieur „dragă domnule”[88];
- cu articol hotărât: Dormez, les champs ! dormez, les fleurs ! dormez, les tombes ! „Dormiți, câmpuri! dormiți florilor! dormiți, morminte!” (Victor Hugo)[89].

În engleză poate fi folosit singur (ex. Jane, are you ready? „Jane, ești gata?”) sau cu adjectiv posesiv de persoana I singular: Oh, my God!.
Maghiara nu are și cazul vocativ printre multele cazuri pe care le posedă. Folosește pentru adresare substantivul la nominativ, în următoarele feluri:
- singur: Ember, küzdj és bízva bízzál! „Omule, zis-am, luptă-te și crede!” (Imre Madách)[92][93];
- cu sufixul personal posesiv de persoana I, cu unele cuvinte obligatoriu în adresare, ex. barátom! „prietene” (literal „prieten meu!”)[94];
- precedat de pronume personal, dacă este un adjectiv substantivat, ex. te bolond! „nebunule!”[95]

În română există cazul vocativ, dar nu este atât de sistematic ca, de exemplu, în unele limbi slave, în sensul că numai unele cuvinte au desinență de vocativ. Pentru unele este obligatorie (ex. fiule!, bunicule!, băiete! sau băiatule!, fetelor!), pentru altele este facultativă (ex. Florico! sau Florica!). Nu au desinență de vocativ, ci rămân la forma de nominativ mamă!, femeie!, copii! etc.
În BCMS, forme de vocativ diferite de cele de nominativ sunt numai la singular, la unele cuvinte forma de vocativ fiind comună cu alt caz. Exemple: kume! „cumetre!”, prijatelju! „prietene!”, ribo! „pește!”, noći! „noapte!”